# Emirat de Qúrtuba
L'Emirat de Qúrtuba o de Còrdova (àrab: إمارة قرطبة, imārat Qurṭuba) fou un emirat musulmà amb capital a Qúrtuba existent entre els anys 711 i 929. Inicialment es tractà d'un valiat dependent del Califat de Damasc (emirat dependent de Còrdova, de fet valiat de l'Àndalus), fins que el 756 els omeies, expulsats del califat, es van fer independents (Emirat independent de Còrdova o Emirat omeia de Còrdova).

## Història

### Emirat dependent
Després de la ràpida conquesta musulmana de la península Ibèrica (711 - 718), aquesta es constitueix com una província depenent del califat de Damasc. Els seus governants van fixar la seva capital a la ciutat de Còrdova i van rebre del califa de Damasc el títol de valí o emir.
En aquell moment la població musulmana peninsular estava formada per àrabs instal·lats a les ciutats, amazics situats en les zones rurals i siris, que havien format les primeres forces invasores. Aquestes ètnies es van enfrontar entre si per a apoderar-se del major nombre de terres i van sumir la península en una endèmica guerra civil fins a l'aparició d'Abd-ar-Rahman I.
L'any 750, els abbàssides van enderrocar la Dinastia omeia que en aquells moments estava en el poder al Califat de Damasc, ordenat l'assassinat de tots els seus membres. Abd-ar-Rahman I, que havia aconseguit escapar-se de la matança omeia fugint de Damasc, va aconseguir arribar el 756 a l'Àndalus, proclamant-se emir després de conquerir la ciutat de Còrdova independitzant-se de la nova capital abbàssida, Bagdad, una independència que fou política i administrativa, mantenint així la unitat espiritual i moral al continuar el vincle religiós amb el califat abbàssida d'Al-Mansur.

### Emirat independent
El veritable organitzador de l'emirat independent va ser Abd-ar-Rahman II que va delegar els poders en mans dels visirs i va assolir una islamització de la península, reduint considerablement el nombre de cristians en territori musulmà (anomenats mossàrabs o dhimmis).
Les disputes entre àrabs i amazics no van cessar després de la proclamació de l'emirat independent, el que va permetre la reorganització dels regnes cristians al nord, donant inici a la Reconquesta, encoratjada per la política pro-àrab mantinguda per la dinastia omeia, el que va provocar nombroses revoltes protagonitzades per muladís, que van arribar a posar en perill l'existència del mateix emirat.
Amb l'arribada al tron d'Abd-ar-Rahman III l'any 912 la decadència política de l'emirat era un fet. Per a imposar la seva autoritat i acabar amb les revoltes i conflictes que arrasaven la península es va proclamar califa el 929 donant origen al califat de Còrdova.

## Llista d'emirs de Còrdova

### Emirat omeia independent
- 756-788: Abd-ar-Rahman I ad-Dàkhil
- 788-796: Hixam I
- 796-822: al-Hàkam I
- 822-852: Abd-ar-Rahman II
- 852-886: Muhàmmad I
- 886-888: al-Múndhir
- 888-912: Abd-Al·lah ibn Muhàmmad
- 912-929: Abd-ar-Rahman III